# André Couteaux
André Couteaux (* 1930; † 1986) war ein französischer Schriftsteller.

## Leben
Er wurde als Sohn eines belgischen Vaters und einer russischen Mutter in Ankara geboren und studierte in der Schweiz und in England. Er ist mit Béatrice de Cambronne verheiratet, Vater von Stanislas Couteaux und Paul-Marie Coûteaux, Europaabgeordneter. André C. war Pressekorrespondent für englische, deutsche und italienische Zeitungen und unternahm Reisen in viele Länder, besonders in den Nahen Osten. 1967 erhielt er für den Roman "L'Enfant à femmes" (Frau für Vater und Sohn gesucht) den "Grand Prix de l'Humour".

## Romane
- Man muss nur zu leben wissen: Reinbek b. Hamburg: Rowohlt, 1971. OCLC 73676787, Originaltitel: "Un monsieur de compagnie", 1961, verfilmt 1964 unter dem Titel "Ich war eine männliche Sexbombe"
- Frau für Vater und Sohn gesucht, Originaltitel: L'Enfant à femmes, 1966, übersetzt ins Deutsch von Elisabeth Stader, 1970
- Un homme, aujourd'hui, 1969 (Ein Mann, heute)
- Don Juan est mort, 1972 (Don Juan ist tot)
- La Guibre, 1974

## Drehbücher
- 1964: Ich war eine männliche Sexbombe (Un monsieur de compagnie) – Regie Philippe de Broca
- 1969: Mein Onkel Benjamin – Regie Édouard Molinaro